# 比亚维森西奥
比亚维森西奥（西班牙語：Villavicencio）位于哥伦比亚中部，是梅塔省的首府，人口约53万（2018年）。該市成立於1840年。該市以哥倫比亞獨立戰爭期間的一位人士命名。當地有足球隊、大學以及公園。